# Si nos quedara poco tiempo
"Si nos quedara poco tiempo" es es título de una balada interpretada por el artista puertorriqueño-estadounidense Chayanne, tomado de su 12.º álbum de estudio Mi tiempo (2007). La canción escrita por Rafael Esparza-Ruiz, coescrita por Yoel Henríquez y producida por José Gentile. La canción se lanzó como el sencillo principal del álbum el 12 de febrero de 2007 bajo el sello discográfico Sony BMG Norte. La canción tuvo mucho éxito en Puerto Rico, Hispanoamérica, España y parte de Estados Unidos.
La canción recibió una nominación a la 8.º edición de los Premios Grammy Latino a la Mejor Canción del Año.

## Lista de canciones

### Descarga digital[6]
| Si nos quedara poco tiempo — Single |                              |          |  |
| N.º                                 | Título                       | Duración |  |
| 1.                                  | «Si nos quedara poco tiempo» | 3:19     |  |

## Posicionamiento en listas
| Listas (2007)                    | Máxima posición |
| -------------------------------- | --------------- |
| Top 100 mexicano                 | 79              |
| U.S. Billboard Hot Latin Tracks  | 1               |
| U.S. Billboard Latin Pop Airplay | 1               |

### Sucesión y posicionamiento
| Predecesor: Qué hiciste de Jennifer López | U.S. Billboard Hot Latin Songs — Sencillo N°. 1 12 de mayo de 2007 - 18 de mayo de 2007 | Sucesor: Dímelo de Enrique Iglesias |

| Predecesor: Manda una señal de Maná    | U.S. Billboard Latin Pop Airplay — Sencillo N°. 1 (Primera vuelta) 21 de abril de 2007 - 29 de junio de 2007 | Sucesor: Dímelo de Enrique Iglesias |
| Predecesor: Dímelo de Enrique Iglesias | U.S. Billboard Latin Pop Airplay — Sencillo N°. 1 (Segunda vuelta) 7 de julio de 2007 - 13 de julio de 2007  | Sucesor: Dímelo de Enrique Iglesias |